# 무티 (스위스)
무티(프랑스어: Moutier [mutje][*])는 스위스에 있는 지자체이다. 현재 이 도시는 베른주의 쥐라 베르누아 행정 구역에 속해 있다. 2021년 3월 28일, 주민들이 국민투표를 통해 베른주에서 탈퇴하여, 쥐라주에 합류하기로 결정했다. 그러나 결정은 즉시 시행되지 않으며, 주 당국 간에 권한 이전의 긴 과정을 수반한다.

## 역사
무티는 1154년에 datum Monasterii으로 처음 언급되었다. 1181년에는 apud Monasterium으로 언급되었다. 이 도시의 독일어 이름은 뮌스터(Münster, BE)이지만 자주 사용되지는 않았다.
이 지역은 640년경 무티 그랑발 수도원이 설립되기 이전에도 가볍게 정착했다. 마을의 초기 역사는 대부분 수도원과 밀접한 관련이 있다. 1049년에서 1150년 사이에 수도원은 카논 대학을 지원하기 위해 약간의 기부금이나 토지 기부를 받았다. 이러한 횡포를 통해 수도원은 주요 지주이자 지역 강국으로 성장할 수 있었다. 결국 교구 교회가 된 생 피에르 마을 교회는 아마도 중세 초기에 지어졌을 것이다. 12세기에 무티에 또 다른 수도원이 세워졌으나 1269년 화재로 소실되었다. 생제르망과 생란도알 건물은 12세기에 무티에 세워졌다. 1531년 베른이 개신교 종교개혁을 받아들인 후 무티에서 모든 것이 바뀌었다. 생제르망과 생란도알 교회는 폐쇄되고, 생피에르 교회는 새로운 신앙으로 개종하여 확장되었다. 1571년 화재로 생제르망과 생란도알 교회가 파괴되었지만, 1860-63년에는 그 자리에 개혁 교회가 세워졌다. 생피에르 교회는 1873년에 철거되었다. 오늘날 무티에는 독일어와 프랑스어를 사용하는 교회가 있다.
수도원의 카논 대학이 들레몽으로 이사한 후, 무티와 그 주변의 수도원 재산은 바젤 주교의 소유가 되었다. 주교는 수도원의 영지를 관리할 총독을 임명했고, 16세기 말경 총독의 성을 건설했다. 부장은 1797년까지 무티에 머물렀다. 1797년 프랑스의 승리와 캄포 포르미오 조약 이후 무티는 프랑스 몽테리블의 일부가 되었다. 3년 후인 1800년에는 오랭 데파르트망의 일부가 되었다. 나폴레옹의 패배와 빈 회의 이후, 무티는 1815년에 베른주에 할당되었다. 2년 후인 1817년에는 베른주에 성을 인수하여 구청 소재지로 사용했다.
19세기와 20세기 초반에 무티는 교통의 요지로 발전했다. 1876년에는 바젤과 무티 사이에 철도가 개통되었다. 이 첫 번째 철도는 1877년 타반(Tavannes) 계곡을 통해 빌까지, 1908년에는 졸로투른까지 이어졌다. 1915년에는 8.6km 길이의 그렌첸베르크 터널이 무티와 그렌첸을 연결했다. 광범위한 도로와 철도망은 무티가 유리 제조, 시계 제조 및 자동 선반의 3가지 산업으로 산업화하여 무티에 대한 국제적 인지도를 얻는 데 도움이 되었다.
1842년 Célestin Châtelain은 Verrerie de 무티 유리 공장을 설립했다. 그들은 스위스에서 가장 중요한 창유리 제조업체가 되었고 1970년대까지 스위스 국내 수요를 충족시키기 위해 월 250톤의 유리를 생산했다. 유리 압연에서 플로트 유리로의 전환은 오래된 무티 유리 공장의 종말을 의미했으며, 1978년에 문을 닫았다. 그러나 자회사인 Verres Industriels SA가 1955년에 만들어졌으며, 새로운 공정으로 유리 생산을 시작했다. 현재 Verres Industriels는 약 200명의 직원을 고용하고 있다.
시계 제작은 19세기에 가내 산업으로 쥐라 지역 전역에 처음으로 확산되었다. 19세기 후반에 무티에 Grande Fabrique가 건설되었고 1880년에는 약 500명의 직원이 일하게 되었다. 많은 시계 제작자들이 마을에 공장을 열었는데, 그중 Léon Lévy & Frères와 Louis Schwab이 가장 큰 공장이었다. 그러나 무티의 독립 시계 제작자 중 많은 사람들이 파산했고, 대공황 기간 동안 문을 닫을 수 밖에 없었다. 이 기간에 살아남은 것들은 일반적으로 1950년대에 ETA SA에 흡수되었다.
1883년 니콜라스 융커는 움직일 수 있는 주축대가 있는 자동 선반을 제조하기 위해 Junker & Cie 회사를 설립했다. 파산과 몇 가지 이름 변경 후 회사는 1918년에 Usines Tornos, Fabrique de machines 무티 SA가 되었다. 1968년에 Tornos는 Pétermann SA 회사를 인수하여 Tornos Pétermann이 되었다. 그런 다음 1974년에 Bechler SA와 합병하여 무티 Machines Holding이 되었으며, 1981년에는 Tornos-Bechler SA가 되었다. 2001년에는 Tornos SA로 이름이 변경되었다. 거의 100년 동안 운영된 Usines Tornos는 근로자 주택을 건설하고 일자리를 제공하고 직업 훈련 및 무티의 성장을 도왔다. 1974년에 최고조에 달했을 때 이 회사는 약 3,000명의 직원을 고용했다. 1980년에서 2000년 사이에 회사는 여러 회사를 인수 및 매각했으며, 2001년에는 직원 수를 약 1,300명으로 줄였다. 2010년에 회사는 855명의 직원을 고용했으며,
1950년에 무티는 도시가 되었고 수많은 건설 프로젝트가 뒤따랐다. 같은 해에 개장한 수영장. 1955년에 중학교 건물과 함께 두 번째 초등학교가 문을 열었다. 1961년에 새로운 기차역이 문을 열었다. 1962년에 옛 중학교 건물이 시청으로 개조되었다. Chantemerle의 초등학교는 1973년에 문을 열었고, 새로운 지역 병원은 1976년에 지어졌다. 마을에는 두 개의 박물관이 있다. 쥐라기 미술관이 있는 빌라 Bechler와 자동 선반 박물관이 있는 빌라 융커가 있다.
정치적으로 쥐라의 분리주의 문제는 무티의 주요 쟁점이다. 1974년 한 국민투표에서 단 70표 차이로 베른에 잔류하기로 결정했다. 이로 인해 1974년 3월 16일과 1975년 9월 7일 Hôtel de la Gare에서 무장 대치 상태가 발생했으며, 다음 날 베른 경찰의 특공대에 의해 해산되었다. 1998년 1건을 포함하여 41표의 과반수로 통과된 1건을 포함하여 2건의 다른 국민투표도 베른주 잔류에 대해 부결되었다. 2013년에 세 번째 국민투표는 주민 대다수가 베른에 남기로 결정하면서 끝났지만 대다수의 무티 주민들은 쥐라에 합류하기를 원했다. 2017년 6월 18일, 지자체는 시민들에게 “무티 시가 공화국과 쥐라주에 속하기를 원하십니까?”라는 국민투표를 실시했다. 국민투표 결과는 시민의 51.7%가 무티가 쥐라주에 합류하는 것에 찬성표를 던졌다. 이후 투표가 무효로 선언되었다.
2021년 3월 28일, 반복된 국민투표에서 무티는 결국 54.9%의 투표로 베른에서 탈퇴하고, 쥐라에 합류했다.

## 지리

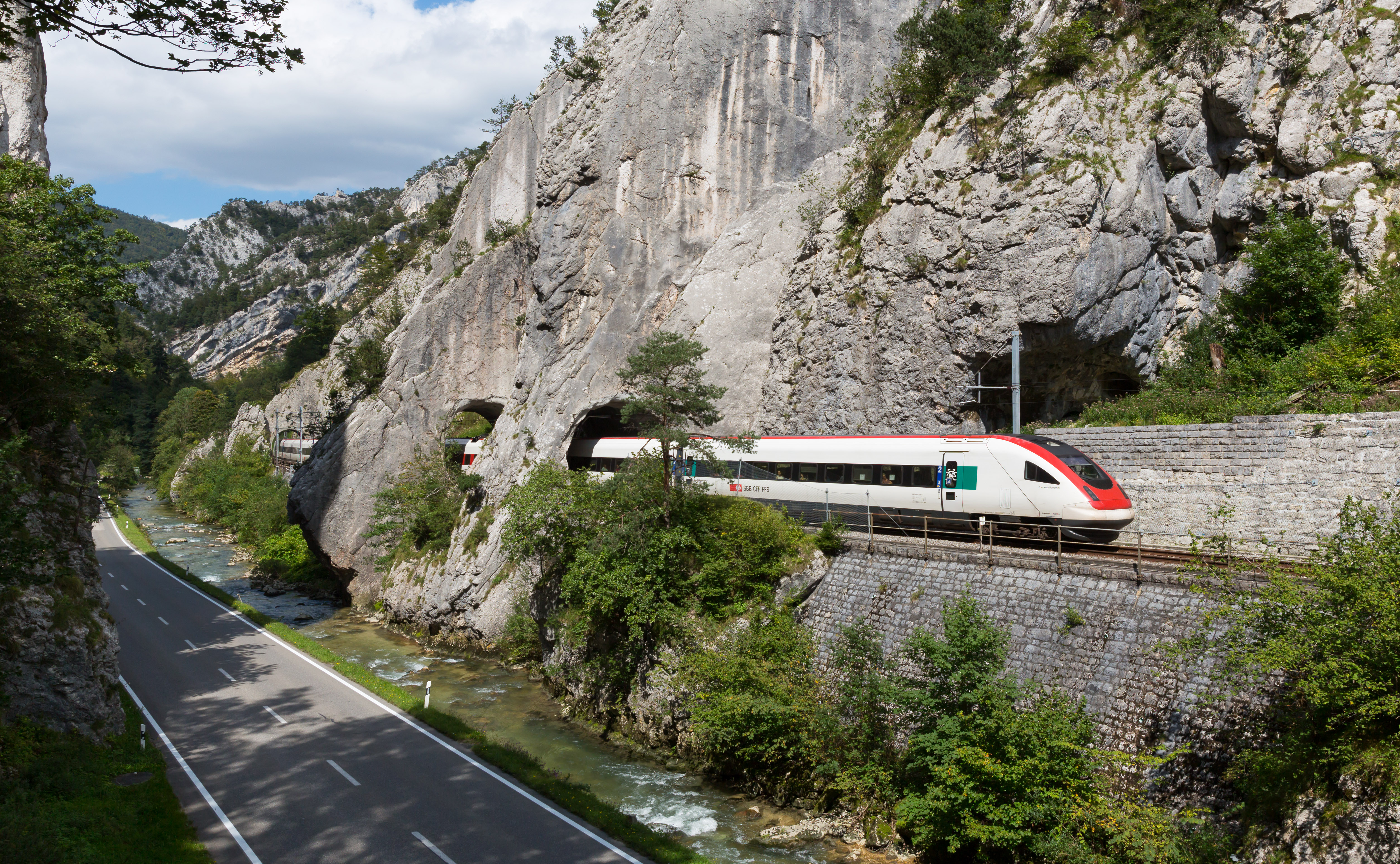
무티에 협곡의 도로, 강, 철로

무티의 면적은 19.61k㎡이다. 2012년 기준으로 총 5.84k㎡ (29.8%)가 농업용으로 사용되는 반면 10.76k㎡ (455.0%)는 산림으로 사용된다. 나머지 토지 중 2.73k㎡ (13.9%)가 정착(건물 또는 도로), 0.18k㎡ (0.9%)가 강 또는 호수, 0.11k㎡ (0.6%)는 비생산적인 토지이다.
같은 해 산업 건물은 전체 면적의 1.3%, 주택과 건물은 6.9%, 교통 기반 시설은 3.5%를 차지했다. 전력 및 수자원 기반 시설 및 기타 특별 개발 지역이 면적의 1.5%를 차지했다. 숲이 우거진 토지 중 전체 토지의 52.4%는 숲이 우거져 있고 2.6%는 과수원이나 작은 나무 군락으로 덮여 있다. 농경지 중 3.7%는 농작물 재배에, 14.1%는 목초지, 11.6%는 고산 목초지에 사용된다. 시정촌의 모든 물은 흐르는 물이다.
무티 주변 지역은 Prévôté라고 불린다. 비르(Birs)라는 강이 건너는 계곡이다. 쿠(Court) 협곡에서 무티 협곡까지의 지역을 포함하며, 무티산에 흩어져 있는 일부 농가를 포함한다.
2009년 12월 31일, 수도였던 무티구는 해산되었다. 다음 날 2010년 1월 1일에 새로 설립된 통합 행정 구역 쥐라 베르누아에 합류했다.

### 기후
1981년과 2010년 사이에 무티는 연간 평균 136일의 비 또는 눈이 내렸고 평균 강수량은 1,118mm였다. 가장 습한 달은 5월이며, 이 기간 동안 무티는 평균 112mm의 비나 눈이 내렸다. 이달 동안 평균 강수량은 13.5일이었다. 연중 가장 건조한 달은 2월로 10.4일 동안 평균 강수량이 75mm이다.

## 인구 통계

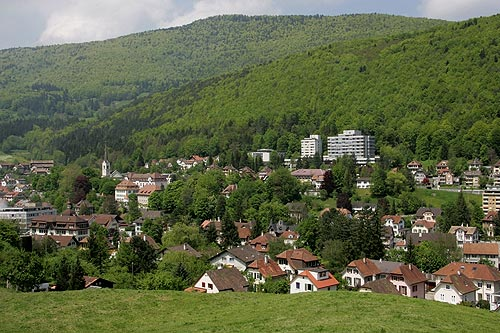
무티에

2020년 12월 기준, 무티의 인구는 7,348명이다. 2010년 기준으로 인구의 23.4%가 거주하는 외국인이다. 2001년부터 2011년까지 지난 10년 동안 인구는 0.2%의 비율로 변화했다. 이민은 0%, 출생 및 사망은 -0.2%를 차지했다.
2000년 기준, 인구 대부분인 6,658명(86.5%)이 프랑스어를 모국어로 사용하고, 독일어가 303명(3.9%)으로 두 번째로 많이 사용하고, 이탈리아어가 275명(3.6%)으로 세 번째로 사용된다. 로만슈어를 구사하는 사람도 2명 있었다.
2008년 기준으로 인구는 남성 49.0%, 여성 51.0%이다. 인구는 2,777명의 스위스 남성(인구의 37.2%)과 885명의 비스위스계 남성(11.9%)으로 구성되었다. 스위스 여성은 2,940명(39.4%), 비스위스계 여성은 864명(11.6%)이었다. 시정촌 인구 중 2,793명(약 36.3%)이 무티에서 태어나 2000년에 그곳에서 살았다. 같은 주에서 태어난 1,252명(16.3%)이 있었고, 스위스 다른 곳에서 태어난 1,808명(23.5%)이 있었다. 1,605명(20.8%)이 스위스 이외의 지역에서 태어났다.
2011년 기준으로 아동·청소년(0~19세)이 20.1%, 성인(20~64세)이 59.3%, 노인(64세 이상)이 20.6%를 차지한다.
2000년 기준으로 시구정촌에 미혼이거나 독신인 사람은 2,925명이다. 기혼자는 3,800명, 미망인은 564명, 이혼한 사람은 412명이었다.
2010년 기준 1인 가구는 1,239가구, 5인 이상 가구는 186가구이다. 2000년 기준으로 상시 분양된 아파트는 총 3,369세대(전체의 87.4%)였으며, 성수기 아파트는 286세대(7.4%), 공실은 198세대(5.1%)였다. 2010년 기준 신규주택 건설률은 인구 1000명당 0.9세대였다. 2012년 시정촌 공실률은 3.59%였다. 2011년에 단독 주택은 시정촌 전체 주택의 51.4%를 차지했다.
역사적 인구는 다음 차트에 나와 있다.

### 종교

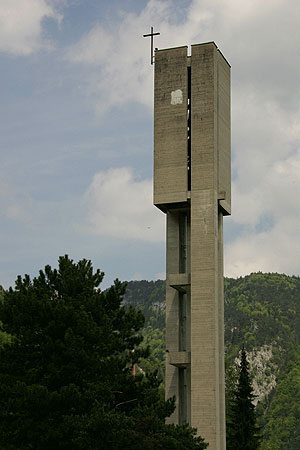
노트르담 드 라 프레보테 교회의 종탑, 1965년 건립

2000년 인구조사에서 로마 가톨릭 신자는 3,684명(47.8%)이었고 스위스 개혁 교회는 2,201명(28.6%)이었다. 나머지 인구 중 정교회 교인이 50명(인구의 약 0.65%), 크리스찬 가톨릭 교회 교인이 11명(인구의 약 0.14%), 415명이 있었다. 다른 기독교 교회에 속한 개인(또는 인구의 약 5.39%). 유대인은 3명(인구의 약 0.04%)이었고 이슬람교는 266명(인구의 약 3.45%)이었다. 불교 15명에, 힌두교 2명과 다른 교회에 속한 3명이 있었다. 766명(인구의 약 9.95%)이 교회에 속하지 않고, 불가지론자 또는 무신론자이며, 285명(인구의 약 3.70%)이 질문에 대답하지 않았다.

## 국가중요문화재
예배당과 묘지 De Chalière는 국가적으로 중요한 스위스 문화유산으로 등록되어 있다. 도시화된 무티 마을 전체가 스위스 유산 목록의 일부이다.

## 정치
2011년 연방 선거에서 가장 인기 있는 정당은 23.7%의 득표율을 기록한 사회민주당(SP)이었다. 다음으로 가장 인기 있는 3개 정당은 스위스인민당(SVP) (22.7%), 기독민주당(CVP) (17.7%), 다른 지역당(15.1%)이었다. 이번 연방 총선에서는 총 1,898표가 투표되었고, 투표율은 38.2%였다.

## 경제
이 지역에는 Tornos Bechler SA 및 Schaublin Machines SA를 포함하여 특히 CNC 및 CAD/CAM 머시닝 센터와 같은 고정밀 공작 기계를 생산하는 공장이 많이 있다.
2011년 현재 무티의 실업률은 2.71%이다. 2008년 기준으로 시정촌에 고용된 사람은 총 3,916명이다. 이 중 1차 경제 부문에 46명이 고용되었고, 이 부문에 약 17개 기업이 참여했다. 2,121명이 2차 부문에 고용되었고, 이 부문에 114개의 기업이 있었다. 1,749명이 3차 부문에 고용되었으며, 이 부문에는 262개의 기업이 있다. 시정촌 주민은 3,845명으로 일정 정도 고용되었으며, 그중 여성이 전체 노동력의 43.4%를 차지했다.
2008년에는 총 3,437개의 정규직에 상응하는 일자리가 있었다. 1차 부문의 일자리 수는 33개였으며, 그중 31개는 농업, 2개는 임업 또는 목재 생산이었다. 2차 부문의 일자리 수는 2,022개로 이 중 제조업이 1,744개(86.3%), 건설업이 246개(12.2%)였다. 3차 부문의 일자리는 1,382개였다. 3차 부문에서; 306개(22.1%)는 도소매 또는 자동차 수리업, 53개(3.8%)는 상품의 이동 및 보관, 74개(5.4%)는 호텔 또는 레스토랑, 17 또는 1.2%는 정보 산업에 종사했다. 56개(4.1%)가 보험 또는 금융 산업, 127개(9.2%)가 기술 전문가 또는 과학자, 102개(7.4%)가 교육, 344개(24.9%)가 의료 분야였다.
2000년 기준 자치단체로 통근하는 근로자는 2,315명, 출퇴근자는 1,241명이었다. 지자체는 근로자의 순수입 지자체이며, 1명이 전출할 때마다 약 1.9명의 근로자가 지자체에 전입된다. 총 2,603명의 근로자(시 전체 근로자 4,825명 중 53.9%)가 무티에 거주와 근무했다. 무티에 들어오는 인력의 약 4.0%가 스위스 외부에서 왔다.
근로 인구 중 13.2%는 대중교통을 이용하여 출근했고 55.9%는 자가용을 이용했다.
2011년 무티의 150,000 CHF를 버는 기혼 거주자에 대한 평균 지방 및 주 세율은 13.2%인 반면 미혼 거주자의 세율은 19.4%였다. 비교를 위해 같은 해 전체 주의 비율은 14.2%와 22.0%인 반면 전국 비율은 각각 12.3%와 21.1%였다.
2009년에는 시정촌에 총 3,307명의 납세자가 있었다. 그중 929개가 연간 75,000CHF 이상을 벌었다. 연간 15,000에서 20,000 사이의 수입을 올린 사람은 39명이었다. 무티에 있는 75,000 CHF 이상 그룹의 평균 수입은 108,914 CHF인 반면, 스위스 전체의 평균은 130,478 CHF였다. 2011년에는 전체 인구의 7.5%가 정부로부터 직접적인 재정 지원을 받았다.

## 교통
무티는 교통이 잘 발달되어 있는 지역이다. 바젤과 델스베르크에서 빌/비엔까지 가는 주요 도로에 있으며 , 여기서부터 발스탈로 가는 도로는 무티에서 분기된다. A16 고속도로는 동쪽과 남쪽의 마을을 우회하고, 두 개의 교차로를 제공한다. 이를 통해 무티는 스위스 국도망과 고속도로망에 모두 연결된다.
무티는 바젤-빌 쥐라 철도 노선의 중요한 철도 교차점이기도 하다. 1876년 12월 16일, 들레몽에서 무티까지 첫 번째 노선이 개통되었다. 5개월 후인 1877년 5월 24일에 쿠(Court)의 후속편이 뒤를 이어 개통했다. 1908년 5월 1일, 당시 졸로투른-뮌스터 철도 (현재 BLS AG의 일부)였던 무티-졸로투른선이 개통되었다. 그런 다음 8km 길이의 그렌헨베르크 터널이 건설되었다. 이 터널은 두 개의 쥐라산맥 아래를 건너 무티에서 스위스 미텔란트의 그렌헨으로 직접 연결된다. 개통식은 1915년 10월 1일에 거행되었다.
현재, 무티는 3개 철도 노선이 만나는 지점에 있고, 무티역에서 지역 및 장거리 열차가 운행된다.
- 바젤-빌/비엔선 (Basel–Biel/Bienne railway)
- 졸로투른-무티선 (Solothurn–Moutier railway)
- 송스보-솜브발-무티선 (Sonceboz-Sombeval–Moutier railway)

## 교육
무티에서는 인구의 약 48.6%가 비필수 고등교육을 이수했으며, 14.8%가 추가 고등교육(대학 또는 응용학문대학)을 이수했다. 인구 조사에 나와 있는 특정 형태의 고등교육을 마친 721명 중 61.4%가 스위스 남성, 22.9%가 스위스 여성, 8.6%가 비스위스계 남성, 7.1%가 비스위스계 여성이었다.
베른주 학교 시스템은 1년의 의무 없는 유치원, 6년의 초등학교를 제공한다. 이후 3년 동안의 의무적 중학교 과정을 거쳐 학생들을 능력과 적성에 따라 구분한다. 중학교 이하 학생들은 추가 교육을 받거나 견습과정에 들어갈 수 있다.
2011-12학년도 동안 무티의 수업에 총 918명의 학생이 참석했다. 시정촌에는 총 144명의 학생이 있는 8개의 유치원 수업이 있었다. 유치원생 중 27.8%는 스위스의 영주권 또는 임시 거주자(시민권 아님)였으며, 22.9%는 교실 언어와 다른 모국어를 사용한다. 지자체에는 27개의 초등 학급과 456명의 학생이 있었다. 초등 학생 중 32.9%는 스위스의 영주권 또는 임시 거주자(시민권 아님)였으며, 15.6%는 교실 언어와 다른 모국어를 사용한다. 같은 해에 총 318명의 학생이 있는 17개의 중학교가 있었다. 스위스의 영주권자 또는 임시 거주자(시민이 아님)가 29.2%이고 27.0%가 교실 언어와 다른 모국어를 사용한다.
2000년 기준으로, 시정촌의 모든 학교에 다니는 총 1,207명의 학생이 있다. 이 중 930명은 시에서 거주하면서 학교를 다녔고, 277명은 다른 시에서 왔다. 같은 해에 204명의 주민들이 시외 학교에 다녔다.
무티는 지역 도서관이 있다. 도서관은 (2008년 현재) 21,262권의 도서 또는 기타 매체를 보유하고 있으며, 같은 해에 50,805권을 대출했다. 그해 동안 총 249일 동안 주당 평균 17.3시간을 열었다.